# ゆり3号b
ゆり3号b (BS-3b) は、宇宙開発事業団 (NASDA) が打ち上げた静止放送衛星である。開発・製造は日本電気が担当した。

## 打ち上げ
1991年（平成3年）8月25日にH-Iロケット8号機で種子島宇宙センターから打ち上げられ、静止位置東経110度の静止軌道に投入された。

## 目的
ゆり2号 (BS-2) を引き継ぎ、沖縄・小笠原などの離島を含む日本全土への一般家庭向け直接衛星放送 (DBS) サービスをおこなうことを目的とした。兄弟機ゆり3号aの太陽電池の一部に不具合が見つかったため、それを補完する役割があった。

## ゆりシリーズ最後の放送衛星
1997年に新放送衛星のBSAT-1aが打ち上げられ、ゆりシリーズは3号bで最後となった。ゆりでは地球・月と重なる「食」現象により深夜を中心に放送休止が生じたが、新衛星BSATでは解消された。